# سیسیل مککوهی
سیسیل مککوهی (انگلیسی: Cecil McCaughey؛ زادهٔ ۱۹۰۹) بازیکن فوتبال است.
از باشگاه‌هایی که در آن بازی کرده‌است می‌توان به باشگاه فوتبال کاونتری سیتی اشاره کرد.